# Flipper (band)

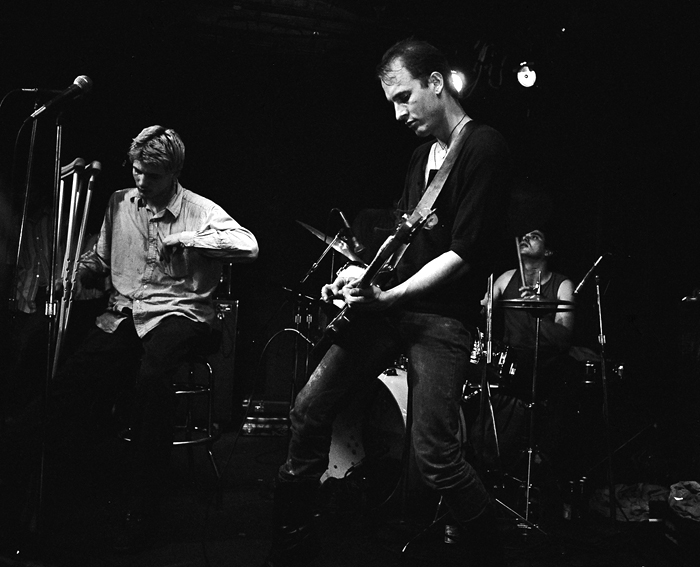
Flipper in 1984

Flipper was een hardcore-punkband uit San Francisco. Ze ontstonden eind '70, begin '80 van de twintigste eeuw uit de restanten van Negative Trend en andere bandjes. Met hun album Album (beter bekend als Generic Flipper) braken ze echt door. Hun stijl was anders dan de meeste hardcorebands van die tijd: ze speelden veel zwaarder en slomer. Hun optredens waren chaotisch, bij het nummer Sexbomb klom het publiek het podium op en stootte tegen de instrumenten aan, waardoor die ontstemd werden. Falconi bracht daarom spikes op zijn gitaar aan zodat dat bij hem niet zou gebeuren. Maar het ontstemde geluid zou een deel worden van hun sound.
De leden waren: Bruce Loose (zang, bas), Ted Falconi (gitaar), Will Shatter (zang, bas), Steve DePace (drum, zang). 

De grungebands van eind jaren 80 (zoals The Melvins en Nirvana (Amerikaanse band)) gaven toe dat ze beïnvloed waren door Flipper.
Flipper zelf was beïnvloed door bands als MC5, The Ramones, Redd Kross, The Mentors, Billy Idol, Sex Pistols.